# Ličko Cerje
Ličko Cerje – wieś w Chorwacji, w żupanii licko-seńskiej, w gminie Lovinac. Leży w regionie Lika. W 2011 roku liczyła 88 mieszkańców.
Przez wieś przebiega droga krajowa nr D50 relacji Žuta Lokva – Otočac – Perušić – Gospić – Gračac.